# Preval
Preval, tudi sedlo, je najnižji del gorskega slemena med posameznimi vrhovi in grebeni. Čez preval vodi najlažja pot z ene strani gorske verige na drugo stran. Od bližnjih vrhov so prevali nižji za nekaj sto metrov, pa tudi do 1500 m, v Alpah tudi do 2000 m.
V nadaljevanju je seznam prevalov ter gorskih sedel v Sloveniji
- Bašeljski preval
- sedlo Bela peč (sedlo)
- Belščica / Bielschitzsattel
- Bohinjska vratca (1973 m)
- Bohinjsko sedlo
- Čez Dol / Porton sotto
- Čez Stože / Sella Ursic
- Čez Suho
- Dolič
- Dovška vrata (2180 m)
- Dovška vratca (2254 m)
- Durce (Raduha)
- Globoko (Vogel) (1828 m)
- Gonte (sedlo med Toščem in Grmado)
- Sedlo pod Grmado (777 m)
- Hajnževo sedlo (1701 m)
- Hribarice
- Huda škrbina / Mala Forca
- Jekljevo sedlo
- Jepca / Jepzasattel
- Jezersko sedlo / Sella del Lago
- Kalarsko sedlo
- Kamniško sedlo
- Kaninska škrbina/ Forcella del Canin
- Kaštivsko sedlo
- Knepsovo sedlo (2012 m)
- Kokrško sedlo
- Konjski preval / Konjsko sedlo
- Košuta (1701 m)
- Kotovo sedlo
- Sedlo Kregovnik
- Kristanovo sedlo
- Krničko sedlo
- Krvavi vir (732 m)
- Lazovški preval
- Lesnikovo sedlo
- Lipa (preval)
- Lipanska vrata
- Luknja
- Mala Poljana (1325 m)
- Mangartsko sedlo (2055 m)
- Sedlo Med Baban
- Medvedjek / Bärensattel (1698 m)
- Matkovo sedlo
- Mišeljski preval
- Mlinarsko sedlo
- Močnikovo sedlo
- Olševa/Ushowa
- Orlovo sedlo / Adlersattel
- Peca / Petzen
- preval Perava (2041 m)
- Petkovo sedlo (881 m) (Pohorje)
- Ponca Škrbina / Forzella Ponza
- Prag
- Presedljaj
- Preval (planina)
- Preval Strgarija
- Preval Šiklarica (1300 m)
- Prevala/Sella Prevala
- Rožca / Rosenbachsattel
- Savinjsko sedlo (2001 m)
- Sedlo Bavhica / Wauhza
- Sedlo Belščica (1840 m)
- Sedlo Kočna / Kotschasattel
- Sedlo Mlinca / Minzasattel
- Sedlo Planja
- Sedlo Suha / Maria Ellend sattel
- Sedlo Šija
- Sedlo Šija 2
- Sedlo Vevnica / Sella Veunza
- Sedlo Vršič (Kanin)
- Srenjski preval
- Stenarska vratca
- Studorski preval
- Suha Rodica
- Svačica
- Špehovše
- Škrbina Hude jame
- Škarje
- Velbnik (Davča)
- Veliko sedlo Pungart
- sedlo Vrata (1714 m)
- Vratica / La Porticina
- Vrh Bače (1281 m)
- Vrh Ljubelščice / Selenitzasattel
- Vratca (Bogatinska)
- Vzhodna škrbina / Ostschluchscharte
- Zahodna škrbina / Westschluchscharte
- Železna vrata (preval pod Trsteljem)
- Železnikovo sedlo